# Колар, Антон
Антон Колар (словен. Anton Kolar; 24 января 1942, Белград — сентябрь 2021) — словенско-немецкий дирижёр и композитор.

## Биография
Вырос в городе Целе, где окончил гимназию и дебютировал за дирижёрским пультом. Окончил Люблянскую академию музыки (класс композиции Люциана Марии Шкерьянца) и Гамбургскую Высшую школу музыки (класс дирижирования Вильгельма Брюкнера-Рюггеберга).
В сезоне 1971/1972 гг. репетитор Немецкой оперы на Рейне. Дебютировал в составе Словенского филармонического оркестра как литаврист, в 1972—1979 гг. второй дирижёр, в 1974—1975 гг. исполнял обязанности руководителя оркестра. В 1979—1981 гг. главный дирижёр Белградского филармонического оркестра, затем дирижёр Белградской оперы. В 1991 году покинул распадающуюся Югославию и поселился в Германии. В 1993—1995 гг. руководитель Магдебургского филармонического оркестра и Магдебургской оперы, в 1995—1999 гг. главный дирижёр Оркестра Зондерсхаузена.
Автор первой полной записи оперы Луи Шпора «Земире и Азор». Опубликовал сборник анекдотов о своих коллегах «Остроумные дирижёры» (словен. Duhoviti dirigenti; 2016).